# François Duprat (auteur)
Pour les articles homonymes, voir François Duprat et Duprat.
François Duprat, né le 28 mars 1976 à Toulouse, est un dessinateur, scénariste et coloriste de bande dessinée française. Il vit à Lille et travaille dans un atelier au sein de l'association La malterie, qui a notamment vu passer Rod, Nicolas Delestret, Younn Locard, Florent Grouazel, Paul Bona, Virginie Vidal.

## Biographie
De 1996 à 2000, il suit des cours à l’Académie des beaux-arts de Tournai dans l’atelier de bandes dessinées dirigé par Antonio Cossu. Il y rencontre notamment Vanyda avec qui il crée le fanzine Porophore.
Il partage un atelier avec notamment Vanyda, et Olivier Perret au sein de l'association lilloise « La Malterie ».

## Publications
- Colombine ou les lunes de petites vertus, Charrette, 2000.
- Mon cousin dans la mort, Petit à Petit, 2001. Version colorisée par Denis Bernatets publiée en 2004[1].
- Participation à Poèmes de Baudelaire en BD, album collectif, éd. Petit à Petit (2001)
- Participation à Poèmes de Victor Hugo en BD, album collectif, éd. Petit à Petit (2002)
- Participation à Chansons de Téléphone en BD, album collectif, éd. Petit à Petit (2002)
- Participation à Vampires, tome 2, album collectif, éd. Carabas (2002)
- Participation à Paroles de taulards, tome 3 Paroles de parloirs, album collectif, éd. Delcourt, collection Encrages. (2003)
- Leo Cassebonbons, Petit à Petit[2] :

1. Chou blanc pour les roses, 2003[3].
2. Les Mal-lunés, 2004.
3. Le Croqueur de lune, 2008.
4. Mon trésor, 2006.
5. Demandez la permission aux enfants, 2007.

- L'Année du dragon, avec Vanyda, Carabas, collection « Urban Collection »[4] » :

1. Franck, 2003.
2. Bernadette, 2004.
3. Kim, 2005.

- Illustration pour l'ouvrage Dominique A : textes illustrés, Carabas, 2007.
- Va te brosser les dents (dessin avec David Bolvin), avec Loïc Dauvillier (scénario), Carabas, 2005.
- On n'a pas des vies faciles, Le Cycliste, 2007.
- Il fera beau demain, avec le coloriste Olivier Perret, Carabas 2008[5].
- Y'a du monde au portillon, Carabas, 2010.
- Participation aux Nouveaux Pieds nickelés, Onapratut, 2010.
- Dofus Monster : Wa Wabbit (dessin), avec Saturax (scénario), Ankama, 2012.
- Space Kariboo, La Boîte à bulles, 2014[6].
- 55 minutes (dessin), avec Xavier Bétaucourt (scénario), Jungle :

1. Temps mort, 2018[7].

- Jacques Doriot, le petit führer français, film documentaire de Joseph Beauregard diffusé sur France3, 2018
- Règlements de compte à l’Institut,  film documentaire de Joseph Beauregard, 2021
- Les bonshommes de pluie, éditions de la Gouttière, 2021.
- Mediator : un crime chimiquement pur, François Duprat (dessin), Irène Frachon et Eric Giacometti (scénario), Paul Bona (couleurs), Delcourt, janvier 2023  (ISBN 9782413039396)[8]